# Orthocentrus decoratus
Orthocentrus decoratus là một loài tò vò trong họ Ichneumonidae.